# ورزشگاه شهرداری فامالیکاو
ورزشگاه شهرداری فامالیکاو ورزشگاهی چندمنظوره در ویلا نوا د فامالیکاو، در کشور پرتغال است و در حال حاضر بیشتر برای برگزاری بازی‌های فوتبال استفاده می‌شود. این ورزشگاه میزبان بازی‌های خانگی فامالیکاو است که در دسته برتر فوتبال پرتغال رقابت می‌کند. ظرفیت این ورزشگاه ۵٬۳۰۷ نفر است.
شهرداری در حال برنامه ریزی برای افزایش ظرفیت این ورزشگاه است تا ظرفیت خود را به ۷٫۵۰۰ نفر افزایش دهد و شرایط کلی ورزشگاه را بهبود بخشد. قرار است کارها از اوایل سال ۲۰۲۰ آغاز شود.